# Ла Провинча (Модена)
Ла Провинча је насеље у Италији у округу Модена, региону Емилија-Ромања.
Према процени из 2011. у насељу је живело 106 становника. Насеље се налази на надморској висини од 167 м.